# Joseph Lemaire
Joseph Lemaire (* 18. März 1882 in Lüttich, Provinz Lüttich, Belgien; † 4. Juli 1966) war ein belgischer Versicherungsmanager und Vorsitzender der sozialistischen Versicherungsgesellschaft La Prévoyance Sociale, dem 1963 der Ehrentitel Staatsminister verliehen wurde.

## Biografie
Lemaire begann seine berufliche Laufbahn 1907 bei der kurz zuvor gegründeten kooperativen sozialistischen Versicherungsgesellschaft La Prévoyance Sociale. Nachdem er 1909 zunächst Inspekteur der Gesellschaft wurde, erfolgte 1912 sein Amtsantritt als Direktor und Vorstandsmitglied. 1925 erfolgte seine Ernennung zum Allgemeinen Direktor der Gesellschaft.
Als solcher setzte er sich in den folgenden Jahren dafür ein, dass der Unternehmensgewinn nicht an die Versicherten zurückgezahlt, sondern wieder investiert wurden. Auf seinen Vorschlag hin begründete La Prévoyance Sociale ein für jeden zugängliches Netzwerk von Sozialeinrichtungen. So gab er unter anderem die Aufträge für die Einrichtung eines Sanatoriums für Tuberkulose-Kranke im Kastell Solières in Huy sowie eines nach ihm benannten Sanatoriums in Overijse-Tombeek.
1955 wurde er schließlich Vorstandsvorsitzender von La Prévoyance Sociale. Daneben war er sowohl Vizepräsident des Belgischen Roten Kreuzes als auch Mitglied des Direktoriums des Belgischen Nationalbüros gegen Tuberkulose.
Am 5. April 1963 wurde ihm der Ehrentitel eines Staatsministers verliehen. Er war damit der erste Staatsminister, der zuvor kein einziges politisches Mandat ausgeübt hatte.